# Lin Yu-ting
Lin Yu-ting (n. 13 decembrie 1995, 鶯歌區⁠(d), 臺北縣⁠(d), Taiwan) este o boxeră ce a reprezentat Taipeiul Chinez, medaliată olimpică. A participat la 2 ediții ale Jocurilor Olimpice (2020, 2024) în care a câștigat o medalie de aur.

## Legături externe
- Materiale media legate de Lin Yu-ting la Wikimedia Commons
- Lin Yu-ting la OlympicChannel.com (archived) (în engleză)
- Lin Yu-ting la Olympics.com (în engleză)
- Lin Yu-ting la Olympedia (în engleză)
- Lin Yu-ting la BoxRec (în engleză)